# Dragon Age: Asunder
Dragon Age: Asunder è un romanzo scritto da David Gaider i cui eventi ruotano intorno all'Ordine Templare, i Cercatori della Verità e il circolo dei Maghi. La storia si svolge in Orlais, tre anni dopo gli eventi di Dragon Age II Atto 3.
Il libro è stato pubblicato il 20 dicembre 2011, anche se una diversa versione è uscita il 23 dicembre dello stesso anno.

## Trama
Capitolo 1
Autunno dell'anno 9:40 Era del Drago. La storia comincia con Cole, il fantasma della Cuspide Bianca, la torre del Circolo dei Magi di Val Royeaux, capitale dell'impero Orlesiano. La maggior parte degli abitanti della Cuspide non lo vede e pochi sono in grado di intravederlo a malapena. Quando i Templari portarono lui, un mago, alla Cuspide e lo abbandonarono in una cella buia dei sotterranei, egli desiderò di essere dimenticato e pregò di morire. Cole non ha idea di che cosa sia. Egli vaga nei livelli inferiori della torre del Circolo, chiamati "La Fossa". Due Templari trascinano una maga piangente alle prigioni, nel cuore della Fossa. Cole ruba loro le chiavi e si insinua nella cella. La ragazza riesce a vederlo, così Cole le spiega il motivo della sua presenza in quella cella. Egli sfodera un pugnale promettendo alla ragazza che la libererà dal dolore e dalla paura. La ragazza confessa di essere stata portata nelle prigioni perché ha volontariamente dato fuoco alla sua casa e ucciso i suoi genitori. Cole chiede alla ragazza di guardarlo, e la pugnala. 
Capitolo 2
In quella stessa sera, non molto lontano dalla Cuspide, la sala da ballo di un palazzo nobiliare è affollata da nobili Orlesiani, vestiti con abiti eleganti e maschere. Mentre parlano e ballano, essi portano avanti il Grande Gioco, l'insieme di intrighi politici della nobiltà Orlesiana. L'imperatrice Celene Valmont non è presente, ma in compenso vi è un'importante ospite d'onore: la Divina Justinia V, la massima autorità della Chiesa. Ella è accompagnata da molte sacerdotesse, e sorvegliata dal capitano Templare Evangeline de Brassard, l'unica persona alla festa a cui è concesso di portare un'arma. Evangeline viene avvicinata da Leliana, che si scopre essere diventata un'agente della Divina. Mentre le due parlano, un giovane Templare arriva al palazzo e informa Evangeline che c'è stato un altro omicidio alla Cuspide. Egli inoltre avvisa Leliana che una sua vecchia conoscenza dal Ferelden vorrebbe vederla, così la donna si allontana. Mentre le danze proseguono, la Divina incomincia un discorso riguardante i maghi, con grande sorpresa dei nobili. Viene però interrotta da Jeannot, un mago che è riuscito a infiltrarsi nel palazzo. Egli sostiene che la Chiesa abbia sciolto il Collegio degli Incantatori, sede delle cinque confraternite dei maghi e, con rabbia, la accusa di essere diventata più intollerante nei confronti dei maghi dopo la ribellione di Kirkwall. Non volendo sentire ragioni, Jeannot attacca la Divina. Il panico si diffonde velocemente tra i nobili presenti. Nella lotta che segue, Jeannot usa la proibitissima Magia del Sangue ed Evangeline riesce a ucciderlo prima di svenire per la fatica. Quando si risveglia si rende conto di trovarsi fuori dal palazzo, divorato dalle fiamme. Leliana dice a Evangeline che è stata curata da un mago del Circolo e che la Divina ne è uscita senza un graffio.
Capitolo 3
Due incantatori anziani, Rhys e Adrian, sono in attesa davanti allo studio di Eron, il Comandante dei Templari della Cuspide. La loro discussione ha come argomento i recenti omicidi. Adrian è arrabbiata, e Rhys le ricorda che da dopo lo scioglimento del Collegio degli Incantatori e la ribellione di Kirkwall, i permessi di viaggio per i maghi sono stati sospesi, e tutte le riunioni erano proibite. Finalmente, il Primo Incantatore Edmone esce fuori, e Rhys viene convocato nello studio da Evangeline, ma ad aspettarlo non c'è il Comandante Eron: al suo posto adesso c'è il Primo Cercatore Lambert Van Reeves, capo dei Cercatori della Verità, un ordine di cavalieri agli ordini della Divina. Questi interroga Rhys riguardo agli omicidi, affermando che alcuni maghi non erano a conoscenza dei fatti. Anche Rhys sostiene di saperne veramente poco, raccontando di voci che affermavano che le vittime erano cinque o dodici, tra cui un ragazzo di campagna che era morto urlando nelle celle, alcuni iniziati e l'apprendista Jolen. A questo punto Lambert lo interroga sull'incantatore anziano Jeannot, ipotizzando che l'assassino si sia servito della Magia del Sangue, dato che sei vittime erano state pugnalate e fatte sanguinare. Egli rivela di essere a conoscenza del fatto che Rhys sia un medium spirituale che ha studiato gli spiriti, e a quel punto Evangeline aggiunge che è anche un membro dei Libertari, la confraternita dei maghi separatisti di qui faceva parte anche Jeannot. Arrabbiato, Rhys si rifiuta di rispondere a ulteriori domande. Dopo che anche Adrian viene interrogata, i maghi del Circolo discutono della situazione nelle aule di studio, finché i Templari non ordinano loro di ritirarsi nelle loro stanze. Di notte Rhys esce dalla sua stanza ed evoca un fuoco fatuo per distrarre una sentinella. Grazie a un passaggio segreto riesce a raggiungere la Fossa, ma accidentalmente scivola sulle scale. Mentre si rialza e illumina il cristallo del suo bastone, si rende conto che Cole è lì con lui, in quella stanza. Rhys chiede a Cole se è lui l'assassino. 
Capitolo 4
Un anno prima Rhys era riuscito a intravedere Cole. Adrian non ebbe la stessa fortuna, ma Rhys capì che quello che aveva visto non era un demone. Poco tempo dopo venne a conoscenza delle voci sul fantasma, e andò nella Fossa. Quando Rhys lo trovò, Cole non sapeva come aveva fatto a uscire dalla cella o perché era invisibile, e sostenne che tutti quelli che lo vedevano di solito si dimenticavano di lui. Pregò così Rhys di non dire ai Templari di lui. Da allora Rhys continuò a tornare periodicamente a trovarlo, ma quando i Templari diventarono più repressivi nei confronti dei maghi le visite divennero meno frequenti. Dopo il loro ultimo incontro, un mese prima, Cole cominciò a credere che il suo amico fosse morto. Cole ammette di essere l'assassino, ma sostiene di aver scoperto che Jeannot stava cospirando con altri maghi. Cole afferma di sentirsi come se stesse sprofondando nell'oscurità, e che il sapere che le sue vittime lo guardino prima di morire lo faccia sentire importante per loro, e quindi reale. Rhys cerca di convincere Cole a venire con lui, ma questi scappa, con un pugnale in mano. Rhys lo insegue lancando incantesimi. Nel frattempo Evangeline scopre che Rhys non è nella sua stanza. Accompagnata dal Primo Incantatore si reca nella stanza sigillata dove sono tenuti i filatteri, fiale contenenti il sangue di ogni mago presente nella torre, create allo scopo di rintracciare i maghi in caso di fuga o scomparsa. Evangeline prende il filatterio di Rhys, e si accorge che il bagliore della fiala diventa sempre più incandescente mentre si incammina per le scale. Dopo aver allertato le guardie dei sotterranei, Evangeline scende nella Fossa, attirata dai rumori di una battaglia. Qui trova Rhys, con il bastone in pugno. Questi non oppone resistenza, ma si rifiuta di spiegarle cosa sta succedendo, e a quel punto Evangeline lo tramortisce. Non vede nessun altro in giro, ma mentre si allontana portandosi Rhys sulle spalle sente di essere osservata.
Capitolo 5
Al suo risveglio Rhys si rende conto di trovarsi in una fredda cella, con le mani legate. Ha perduto la concezione del tempo, e la fame lo rende quasi delirante. Poco dopo arriva Evangeline per sottoporlo a delle domande, alle quali lui non risponde, rimanendo in silenzio. Più tardi, un altro Templare fa uscire Rhys dalla cella, avvisandolo che è stato rilasciato, ma per Rhys, dopo aver passato quattro giorni prigioniero in quelle condizioni, tutto sembra irreale. Nel salone principale della Cuspide si tiene una riunione a cui partecipano diverse centinaia di maghi. Adrian racconta che a seguito della presa in custodia di Rhys un gruppo di maghi aveva sollevato un putiferio. Nel mentre Rhys sta discutendo con altri Libertari, i quali gli chiedono se si schiererà dalla loro parte. Prima che lui possa rispondere, tutti i presenti sono invitati a prendere posto. Il Grande Incantatore Edmonde ha ben poco da dire e, proprio in quel momento, si presenta Wynne, un'Incantatrice Anziana del Circolo dei Magi del Ferelden, eroina del Quinto Flagello. Non riceve un caloroso benvenuto: lei aveva convinto il Collegio degli Incantatori a votare contro l'indipendenza prima del suo scioglimento. Wynne parla ai maghi presenti dei pericoli della magia, consigliando loro di essere pazienti. Al che Rhys ribatte, sostenendo che per lei è facile dirlo, visto che per aver salvato il Ferelden dal Flagello insieme all'Eroe del Ferelden, le è stata concessa più libertà rispetto a tutti gli altri maghi. A quel punto alcuni maghi scattano in piedi, iniziando a litigare e costringendo i Templari a far uscire tutti dalla sala. Più tardi, a Rhys viene annunciato che Lambert lo vuole vedere. Stavolta però, Adrian entra nell'ufficio insieme a lui. Ad aspettarli ci solo Lambert, Evangeline e Wynne. Con grande stupore di Adrian, Rhys rivela di essere il figlio di Wynne, e Lambert rivela di averlo fatto rilasciare dalla custodia su richiesta dell'incantatrice. A quel punto Wynne spiega loro il motivo della sua presenza: un suo amico, l'Adepto della Calma Pharamond, stava conducendo delle ricerche sui demoni, a seguito dei quali è diventato un Abominio, cosa che lascia perplessi i presenti, in quanto un Adepto della Calma dovrebbe essere immune alla possessione demoniaca. Wynne chiede che Rhys, un medium spirituale, venga con lui all'Accesso Occidentale, in modo da poter aiutare il suo amico. Lambert rifiuta categoricamente, dato che Rhys è il principale sospettato degli omicidi avvenuti nella Cuspide, al che l'anziana Incantatrice mostra un documento con il sigillo della Divina: afferma di averlo ottenuto grazie ad una sua vecchia conoscenza che l'aveva presentata alla Divina, la quale le ha conferito pieno potere di poter agire nel modo che ritiene più opportuno. Rhys acconsente, sperando di poter scoprire di più sulla maledizione di Cole, in modo da poter provare la sua innocenza. Dato che il rituale per salvare Pharamond richiede la presenza di tre maghi anche Adrian si unisce a Wynne, e a quel punto il Primo Cercatore ordina ad Evangeline di accompagnare i maghi nella loro missione.
Capitolo 6
Nel frattempo, Cole sta cercando disperatamente di mettersi in contatto con Rhys, ma è bloccato dalla paura. Origliando una conversazione tra due maghi scopre che Rhys sta per andarsene e così, allo scopo di saperne di più, inizia a seguire la Templare che era nella con lui nella cripta. Ricorda di essersi trovato di fronte alla cella di Rhys, esitante dal proferir parola. Cole si intrufola nella stanza di Evangeline, e poco dopo Lambert bussa alla porta. Egli non riesce a vedere Cole, ma intuisce che ci sia qualcosa che non va. Il Primo Cercatore consegna ad Evangeline tre filatteri, ordinandole di uccidere i maghi nel caso scoprissero che il Rito della Calma è reversibile. Rhys, Wynne, Adrian ed Evangeline lasciano Val Royaux, per poi fermarsi presso una locanda lungo la strada. Mentre Evangeline ed Adrian entrano per comprare delle provviste, Rhys discute con Wynne, ricordando di come lei lo aveva rincontrato subito dopo il Quinto Flagello, per poi sparire di nuovo. Wynne confessa al figlio che era tornata alla Cuspide Bianca solo adesso perché era entrata nelle grazie della Divina, e che quando aveva saputo che Rhys era stato scoperto nei sotterranei aveva deciso di aiutarlo. I due poi hanno un acceso dibattito riguardo ai maghi, delusi l'uno dall'altra.
Capitolo 7
Dopo quattro giorni di viaggio, la comitiva si ritrova ad attraversare le fattorie delle terre centrali. I paesani parlano di rivolte scoppiate a Val Foret, di gruppi di mercenari assoldati dai proprietari terrieri, e di una battaglia ad est. Wynne spiega al gruppo che è appena scoppiata quella che sarebbe passata alla storia come la "Guerra dei Leoni", la guerra civile Orlesiana: il Granduca Gaspard de Chalons, cugino dell'imperatrice, si è ribellato a Celene e l'ha attirata ad Halamshiral con la scusa di una rivolta degli elfi, allo scopo di tenderle un'imboscata. Wynne rivela al gruppo che, sulla strada tra il Ferelden e le Valli, gli uomini di Gaspard avevano cercato di convincerla ad unirsi a lui, ma lei aveva rifiutato. Mentre una forte pioggia infuria, il gruppo entra nella città di Velun, non molto lontano dalle terre dove Evangeline è cresciuta. Vista la forte pioggia, il gruppo decide di passare la notte in una locanda, al cui intento tutti gli avventori continuano a fissarli. Mentre ordinano da bere e da mangiare, Adrian scommette con Wynne di poter bere più birra chiara nanica di lei. dopo qualche bevuta Adrian è completamente ubriaca, Wynne invece, mantenendo a stento la sua compostezza, inizia a raccontare dell'Arcidemone e dell'Eroe del Ferelden, e di come si era innamorata di un Templare, il padre di Rhys. La discussione viene disturbata da un uomo enorme e corpulento. Questi, infuriato, inizia ad urlare insulti ai maghi, sostenendo che sono maledetti: non solo uno di loro aveva tentato di uccidere la Divina, ma addirittura un'altra maga, figlia di un proprietario terriero, aveva dato fuoco alla sua casa con suo padre dentro due settimane prima. A quel punto altri avventori iniziano ad indignarsi. Adrian tenta di lanciare un incantesimo, ma viene interrotta prontamente da Evangeline. Anche l'uomo prova ad attaccare, ma Evangeline gli punta contro la spada, affermando con fermezza che è lì per proteggere i maghi e i popolani da loro stessi. In pochi minuti, la folla si disperde. Tuttavia Evangeline, per timore della loro incolumità, decide di far dormire il gruppo nel fienile, piuttosto che nelle stanze della locanda. Allo scendere della notte Rhys, che il giorno prima si era accorto che Cole stava seguendo il gruppo, rincontra lo spirito in città. Cole sostiene di essere dispiaciuto, e avverte Rhys riguardo all'ordine che Lambert ha dato ad Evangeline. Rhys provando pietà per Cole lo abbraccia, ma lo spirito si rifiuta di tornare alla Cuspide, e scappa via. Evangeline, che stava aspettando Rhys, al suo ritorno gli chiede dove si trovava. Rhys rivela di essere al corrente dell'ordine del Primo Cercatore, e rivela alla templare dell'esistenza di Cole, non dicendole però che è lui l'assassino. Tuttavia, Evangeline non è convinta.
Capitolo 8
La mattina seguente Rhys ripensa al periodo trascorso nel Tevinter insieme al suo mentore, Arvin, e all'ostilità dei suoi cittadini nei confronti degli Orlesiani. La comitiva decide che da lì in poi avrebbero evitato le città. Alla sera Rhys parla di Cole ad Adrian e Wynne. Wynne ipotizza che Cole possa essere un demone, al che Adrian aggiunge che lo ucciderebbe volentieri. Rhys non è sicuro di quanto Evangeline abbia origliato la conversazione. Dopo due giorni il gruppo si sposta dalle verdeggianti terre centrali alle province fangose. Tutto il gruppo adesso ignora Rhys. Ad ovest di Monstimmard scoprono che la strada è bloccata dai banditi, i quali tuttavia scompaiono non appena appaiono cento o più soldati guidati dagli Chevaliers. Rhys non sa che Cole li osserva da lontano. La comitiva raggiunge l'Accesso Occidentale, un gelido deserto fatto di sabbie viola, rocce sporgenti e venti forti. Durante il Secondo Flagello la Prole Oscura era fuoriuscita dalla voragine che si trova in quel deserto, avvelenando la terra al suo passaggio. Il sentiero è costeggiato da alte torri di ferro. Wynne spiega al gruppo che il suo amico, Pharamond, si era stabilito nella fortezza di Adamant, costruita secoli fa dai Custodi Grigi. Lì la sottigliezza del Velo, la barriera che separa l'Oblio dal mondo dei mortali, aveva permesso all'Adepto della Calma di condurre delle ricerche per conto della Chiesa. Wynne rivela che un mese fa venne lì in cerca dell'amico, solo per scoprire che la fortezza era stata invasa dai demoni. Di notte i venti si calmano, e in lontananza il gruppo vede la Breccia Abissale, l'enorme voragine da qui sciamò fuori la Prole Oscura, che si estende per un miglio. Il gruppo si accampa vicino ad un'altra torre. Rhys si incammina da solo sul bordo della Breccia Abissale e scruta nell'oscurità. Viene raggiunto da Wynne, e nel discorso che ne segue lei gli rivela che se non fosse intervenuta sarebbe stato trasformato in un Adepto della Calma. All'improvviso Rhys viene colpito da una freccia. Prima di svenire vede i Prole Oscura attaccare e Wynne che li uccide evocando una tempesta di fulmini. 
Capitolo 9
Rhys si risveglia a bordo del suo cavallo, con le ferite curate da Wynne. Quest'ultima, grazie all'intervento di Adrian ed Evangeline, è riuscita a scacciare i Prole Oscura. Il gruppo raggiunge la fortezza di Adamant, e li scoprono i corpi lasciati a marcire degli abitanti, uccisi dai demoni. All'interno della fortezza trovano ad aspettarli un gruppo di Templari, mandati dal Primo Cercatore Lambert per assistere Evangeline, e una vecchia amica di Wynne: Shale il golem, che sta ancora cercando il modo per ritornare ad essere una nana e riconquistare la propria mortalità. Il golem ha fatto la guardia al demone, impedendogli di fuggire. Il gruppo scende nelle stanze più profonde della fortezza, dove si trova il laboratorio di Pharamond. Nel frattempo Cole, che sta ancora seguendo il gruppo, si ritrova solo nell'oscurità, terrorizzato dall'idea di essere scoperto dai Prole Oscura, e attratto da una strana "melodia" che sente provenire dalle profondità (la quale attira anche i Prole Oscura). E mentre esplora la fortezza, cercando disperatamente Rhys, scopre una ragazza sopravvissuta che si nasconde dagli orrori che si aggirano in quel luogo. In un primo momento medita di ucciderla, ma poi decide di non farlo, per paura di quello che Rhys, il suo unico amico, avrebbe potuto pensare di lui. Egli consiglia alla ragazza di salire in superficie,  dove i Templari l'avrebbero protetta, anche se Cole non ci crede veramente. Dopodiché si addentra sempre di più nelle profondità di Adamant, riprendendo la sua ricerca di Rhys. 
Capitolo 10
Wynne, Rhys, Adrian, Evangeline e Shale continuano ad esplorare i corridoi di Adamant, Fino a raggiungere il laboratorio di Pharamond, nei pressi del quale hanno fatto il nido branchi di Ghoul, i quali costringono la comitiva a farsi strada combattendo. Una volta entrati, si trovano di fronte Pharamond, ora diventato un Abominio, che li aspettava. Il demone è intrappolato in un cerchio di sigilli disegnati da Pharamond, e si rendono conto che è stato proprio quest'ultimo, accidentalmente o volutamente, ad evocare i demoni che hanno invaso la fortezza attraversando il Velo. Il demone cerca di mettere i membri del gruppo uno contro l'altro, rivelando che il vero scopo della presenza di Evangeline era quello di distruggere le ricerche e uccidere tutti i testimoni se queste si fossero rivelate pericolose per la Chiesa, scatenando una lite tra Evangeline e Adrian. Il demone sostiene anche che Pharamond ha scoperto un modo per annullare il Rito della Calma, cosa che fa peggiorare la lite fra le due donne: Evangeline sostiene che il Rito della Calma sia necessario, mentre Adrian lo considera più crudele di un'esecuzione nei confronti dei maghi. Tuttavia, Rhys e Wynne mettono fine alla lite, ammonendo le due donne che litigando tra di loro fanno esattamente ciò che vuole il demone. Il gruppo si riconcentra sul suo compito: Rhys, Wynne e Adrian entrano nell'Oblio per sconfiggere il demone. 
Capitolo 11
Cole si ritrova nel bel mezzo di una battaglia, perso in una città in fiamme dove i cittadini scappano via, mentre i Prole Oscura distruggono tutto ciò che trovano sul loro cammino. Cole si difende uccidendo molti Prole Oscura, ma ce ne sono troppi, così è costretto a scappare, incontrando Rhys e i suoi compagni, che ora sono in grado di vederlo. Cole era stato trascinato nell'Oblio con loro, e si sono ritrovati nell'incubo di Wynne, ambientato durante la Battaglia di Denerim, la battaglia finale del Quinto Flagello. I compagni di Rhys sono sospettosi nei confronti di Cole, soprattutto quando scoprono che è lui il responsabile degli omicidi alla Cuspide Bianca, ma prima che Evangeline possa occuparsi di lui vengono attaccati dall'Arcidemone in persona. Il gruppo riesce a malapena a sopravvivere alla ferocia del drago, e Cole nella confusione generale si allontana, mentre il gruppo scappa in un altro luogo dell'Oblio.
Capitolo 12
Grazie alla sua insistenza, Rhys riesce a convincere i suoi compagni a cercare Cole nell'Oblio per aiutarlo, così il gruppo si divide: Rhys e Evangeline vanno in cerca di Cole, mentre Adrian e Wynne danno la caccia al demone che possiede Pharamond. Il mago e la Templare trovano intrappolato in un incubo nell'Oblio, nel quale rivive un episodio traumatico della sua infanzia, dove si nasconde da un demone che ha preso le sembianze del suo padre abusivo, il quale odiava la magia. Evangeline uccide il demone e Rhys riesce a condurre Cole al sicuro dall'incubo. Nel frattempo, Wynne e Adrian si ritrovano in una nuova sezione dell'Oblio: un sogno di Pharamond, simile a Val Royeaux. Diventa ben presto evidente che in realtà si tratta di un incubo, in quanto non ci sono Templari e la Cuspide Bianca è abitata unicamente da Adepti della Calma. Il demone che possiede Pharamond rivela la sua presenza, deridendo e tormentando le due maghe, ma quando scoppia la lotta, Wynne cambia improvvisamente, diventando più forte e sovrastando facilmente il demone dell'orgoglio per poi scacciarlo.
Capitolo 13
Tornati nel mondo reale, il gruppo scopre che Pharamond è stato liberato dal controllo del demone ed è tornato in sé, ma la gioia dell'elfo si tramuta in orrore quanto questi scopre di essere responsabile della morte degli abitanti della fortezza. Pharamond spiega al gruppo che per anni, su ordine della Chiesa, aveva fatto ricerche sul Rito della Calma, per riuscire a trovare un modo per annullarlo. Quando poi si rese conto che il Rito non poteva essere studiato o invertito nel mondo reale, decise di farlo nell'Oblio. Visto che di norma i demoni evitano di possedere gli Adepti della Calma l'elfo ne ha dovuto attirare uno, e anche se la possessione è stata accidentale il demone, toccando la sua mente, aveva annullato il Rito. Pharamond sostiene che sia necessario non il tocco di un demone, ma quello di un qualunque spirito dell'Oblio, per annullare il Rito della Calma. Adrian sostiene che sia ovvio che questa conoscenza sia stata tenuta nascosta, poiché porrebbe fine al Rito della Calma e alla possibilità dei Templari di abusarne, mentre Evangeline, che sta ancora seguendo gli ordini, continua a difendere la necessità del Rito e sostiene che questa conoscenza sia pericolosa. Prima che scoppi una lite sull'argomento Rhys propone un compromesso: dato che Pharamond aveva condotto le sue ricerche su ordine della Divina, dovrebbero mostrarle i risultati ottenuti. Tutti concordano con questa decisione. Il gruppo ritrova anche Cole e lo convince a tornare con loro per scagionare Rhys dalle accuse sugli omicidi alla Cuspide Bianca. Tuttavia, Evangeline promette al ragazzo di difenderlo, sostenendo che il dovere dei Templari è quello di proteggere i maghi, e che il Circolo aveva abbandonato Cole, affermando che non permetterà che accada di nuovo.
Capitolo 14
Il gruppo si rimette in viaggio per tornare a Val Royeaux, mentre Wynne manda avanti Shale per portare un messaggio delle loro scoperte al Circolo di Montismmard, perché poi possano essere inviate alla Cuspide Bianca. Il paesaggio presenta segni più evidenti dell'infuriare della guerra civile. Quando il gruppo si accampa, Rhys e Evangeline discutono su Cole, ma in maniera più cordiale rispetto alle loro precedenti discussioni. Evangeline non crede che Lambert e i Templari siano disposti ad ascoltare le loro spiegazioni su Cole, e offre a Rhys la possibilità di distruggere il suo filatterio, e di portare Cole al sicuro nel Ferelden o nel Tevinter, sostenendo di essere combattuta tra l'eseguire il proprio dovere o fare ciò che è giusto, che Cole merita una seconda possibilità e che Rhys ha il diritto di scegliere il proprio destino. Più tardi Adrian litiga con Rhys, sostenendo che egli dovrebbe fare di più per opporsi ai Templari e che se questi avessero cercato di usarlo per dare l'esempio, i maghi avrebbero lottato per difenderlo. Rhys però rifiuta, dato che vuole aiutare Cole, e teme che ciò che è accaduto a Kirkwall possa ripetersi. Egli cerca di far ragionare l'amica sostenendo che, come aveva detto sua madre, vi siano altre opzioni, ma Adrian insiste sul fatto che Rhys non dovrebbe fidarsi di Wynne, raccontandogli quello che era successo nell'Oblio e la sua paura che Wynne sia un Abominio. Il giorno dopo, Rhys si confronta con sua madre riguardo a quello che gli ha detto Adrian. L'anziana incantatrice spiega al figlio che lei ospita nel suo corpo uno spirito della fede, il quale le ha salvato la vita durante il Quinto Flagello, quando la torre del Circolo del Ferelden era stata invasa dagli Abomini, sostenendo anche di credere che lo spirito la mantenga in vita per uno scopo, anche se lei non sa quale. Chiede quindi al figlio di imparare il rituale di Pharamond per annullare il Rito della Calma, temendo che anche se la Divina sostiene i maghi e desidera che le cose cambino, i Templari e la Chiesa, dopo secoli di tradizione, non saranno disposti ad apportare alcun cambiamento. Wynne afferma poi la sua convinzione che non ci sia bisogno di distruggere il Circolo, come sostengono Adrian e i Libertari, ma solo di migliorarlo; tuttavia, finché i Templari e la Chiesa non lo capiranno, i maghi dovranno proteggersi, assicurando il figlio che il suo ruolo sarà indispensabile. Rhys è disgustato dal fatto che sia la madre che l'amica cerchino di usarlo per i loro scopi ma accetta con riluttanza.
Capitolo 15
Il gruppo raggiunge Val Royeaux, trovandola in subbuglio: l'esercito è accampato fuori dalle mura, e alcuni testimoniano che ci siano in corso dei disordini dovuti alla guerra civile. La comitiva viene scortata in città dallo stesso Primo Cercatore Lambert. Il Primo Cercatore è furioso del fatto che Evangeline abbia fallito la missione, oltre ad aver permesso a Wynne di inviare un messaggio riguardante le loro scoperte ai vari Circoli prima che potesse impedire lo spargersi della voce, e minaccia la Templare di degradarla dal rango di Capitano. Evangeline non dà peso alle sue minacce. Diventa subito evidente che Lambert ritiene ancora Rhys responsabile degli omicidi, anche se, a malincuore, sostiene che nulla potrà essere deciso fino a che la Divina non verrà consultata.
Capitolo 16
Il gruppo viene convocato alla Grande Cattedrale per tenere un'udienza con la Divina. Questa non tiene in considerazione le rassicurazioni di Lambert secondo qui non ci sia bisogno di preoccuparsi (sapendo che lui sta cercando di impedirle di interferire) e chiede al gruppo di mostrarle le loro scoperte. Pharamond illustra il suo successo nel trovare il modo per annullare il Rito della Calma, e la Divina mostra grande interesse al riguardo, nonostante le proteste di Lambert. La Divina esterna il suo sostegno nei confronti dei maghi, intenzionata a mettere fine ai secoli persecuzione e intolleranza che hanno sofferto. Tuttavia, il fallimento della seconda parte della ricerca di Pharamond - ovvero trovare un'alternativa al Rito della Calma per ridurre i poteri di un mago senza distruggere la sua mente - non fa che incentivare le obiezioni di Lambert, che insiste sul fatto che la ricerca deve essere distrutta e che tutti coloro che ne sono a conoscenza devono essere uccisi, ignorando gli avvertimenti di Rhys e Adrian sul fatto che imporre restrizioni maggiori ai maghi non farà che peggiorare la situazione. Tuttavia, Wynne rivela che ormai è troppo tardi per insabbiare questa conoscenza: su sua richiesta, il Circolo di Montsimmard ha inviato le informazioni sulla scoperta di Pharamond ad ogni Circolo del Thedas. Nonostante la furia di Lambert, e la disapprovazione della Divina per l'azione di Wynne, Justinia accetta che venga riformato il Collegio degli Incantatori, che terrà un conclave alla Cuspide Bianca piuttosto che al tradizionale luogo di incontro a Cumberland. Lambert accetta a malincuore, ma a tre condizioni: che siano presenti solo i Primi Incantatori, che Rhys, Adrian e Wynne siano confinati nei loro alloggi fino alla fine del conclave (anche se la Divina può esentare Wynne da questa restrizione), e che Pharamond diventi di nuovo un Adepto della Calma. La Divina accetta con riluttanza, nonostante le suppliche di Rhys e Adrian di avere pietà per Pharamond.
Capitolo 17
Passano tre settimane e Evangeline, in uno stato simile alla prigionia, viene convocata dal Primo Cercatore Lambert per consegnargli le sue informazioni riguardanti Cole. A differenza di Lambert, lei non crede che i poteri di Cole siano dovuti alla Magia del Sangue. Ma sostiene che Cole dovrebbe essere sottoposto al Rito della Calma, in modo che non ferisca più nessuno, cosa su cui Lambert è d'accordo. Il Primo Cercatore offre a Evangeline un accordo: se lei avesse denunciato la ricerca di Pharamond al conclave, lui avrebbe trovato Cole e lo avrebbe interrogato, dimostrando così l'innocenza di Rhys riguardo agli omicidi. Lambert sostiene di essere consapevole della simpatia di Evangeline nei confronti dei maghi, e sostiene che si potrebbe trovare un'alternativa al Rito della Calma, ma in futuro, non mentre i maghi cercano pretesti per scatenare una rivolta. Evangeline sostiene che la Chiesa possa tenere sotto controllo la magia senza l'uso di misure severe nei confronti dei maghi, ma Lambert insiste sul fatto di aver visto a cosa porta avere clemenza, spiegandole che egli è originario dell'impero Tevinter, e di aver servito la Chiesa Imperiale. Per molti anni aveva creduto nel credo dell'impero secondo il quale i maghi potevano badare a loro stessi, ma dopo che un suo collega divenne il Nero Divino, e poi scoprì che i maghi del Tevinter erano disposti a usare qualsiasi mezzo, inclusa la Magia del Sangue e altre pratiche proibite, per mantenere il loro potere, mentre l'Ordine dei Templari del Tevinter non aveva quasi nessun potere, si rese conto della corruzione dei Magister. Egli teme che cedendo alle richieste dei maghi questa situazione si ripeterà altrove. Evangeline rifiuta il suo accordo, sostenendo che accadrà se continueranno a trattare i maghi con crudeltà. In quello stesso momento, Rhys riceve la visita di Wynne e Adrian, che lo informano che stanno arrivando i Primi Incantatori per presenziare al conclave, e che tra di loro vi è anche la Grande Incantatrice Fiona, un ex Custode Grigio e uno dei più importanti sostenitori della separazione dalla Chiesa. Adrian cerca di spingere Rhys a convincere Wynne che la separazione del Circolo dalla Chiesa è necessaria, perché se lei concorda, gli Equitari la seguiranno, ma Rhys sa che Wynne non lo ascolterà. Adrian supplica Rhys, facendo leva sui loro vecchi sentimenti d'amore, ma Rhys rifiuta, sapendo che lei non è più la donna che ha amato. Delusa, Adrian se ne va.
Capitolo 18
Mentre il conclave sta per iniziare, Cole, che è tornato ad aggirarsi nella Cuspide Bianca, si ritrova nella stanza in cui è rinchiuso Pharamond. L'elfo, terrorizzato all'idea di tornare ad essere un Adepto della Calma supplica Cole, quando questi si offre di salvarlo, di ucciderlo. Il conclave ha finalmente inizio, e la Grande Incantatrice, senza perdere tempo, presenta la mozione per la separazione del Circolo dei Magi dalla Chiesa, sostenendo che i Templari non prenderanno nemmeno in considerazione l'idea di ascoltare i maghi, e che questi non hanno più bisogno di prendere come esempio un Adepto della Calma per ricordare il disprezzo con cui la Chiesa li tiene prigionieri. Wynne cerca di richiamare i presenti alla pazienza, sostenendo che la Divina sta cercando di cambiare le cose, ma Fiona e i Libertari non vogliono ascoltarla, citando come esempio la Grande Sacerdotessa Elthina, che è rimasta a guardare mentre Kirkwall veniva distrutta, come prova che la chiesa non realizzerà mai nulla, e Adrian aggiunge che i Templari non vogliono cambiare il Circolo, ma solo controllarlo. Prima che la mozione possa essere votata, il Primo Cercatore Lambert irrompe con un esercito di Templari e dichiara concluso i conclave, denunciando le azioni dei maghi come tradimento. Lambert rivela anche che Pharamond è stato ucciso e accusa Rhys di essere l'assassino, poiché l'arma del delitto è stata ritrovata nella sua stanza. Il conclave rifiuta di consegnare Rhys alla custodia dei templari, e a quel punto si scatena la violenza: i Templari attaccano i maghi e questi si difendono, provocando decine di morti da entrambe le parti. Ma nonostante le perdite pesanti Lambert e i suoi uomini riescono a sopraffare i maghi proclamando: 
"Oggi è stata compiuta la volontà del Creatore, niente di più."
Wynne e Evangeline, che si è schierata in difesa dei maghi, riescono a fuggire, mentre Rhys e altri sopravvissuti vengono imprigionati in attesa dell'esecuzione.
Capitolo 19
Sopravvissute al massacro del conclave, Wynne e Evangeline fuggono attraverso le fogne di Val Royaux. Entrambe si rendono conto che Lambert pianificava l'attacco sin dal loro incontro con la Divina, e che dopo quanto accaduto, i Templari avranno una scusa per imporre vincoli più severi ai maghi. Fortunatamente, nascosto nelle fogne c'è un magazzino di rifornimenti, di qui Wynne è a conoscenza per merito di Leliana, che le ha consigliato di essere pronta a tutto. Wynne vuole tornate alla Cuspide Bianca per salvare suo figlio o, se è morto, per punire i suoi assassini. Evangeline, avendo capito che se non fosse cambiato nulla il circolo vizioso tra maghi e Templari sarebbe continuato, accetta di aiutarla. Nelle fogne incontrano Cole, e Wynne cerca di ucciderlo, ritenendolo responsabile della morte di Pharamond, ma Evangeline la ferma, convinta che cole sia innocente. Cole sostiene di non aver ucciso Pharamond, a che se questi aveva implorato la morte; rivela anche che Rhys è ancora vivo, imprigionato in un posto dove non può raggiungerlo, e sostiene di voler aiutare le due donne a liberarlo. Evangeline rivela che ci sono dei passaggi attraverso le fogne da cui si può accedere alle segrete della Cuspide Bianca. Imprigionato nella sua cella, Rhys, dopo essere stato picchiato dai Templari, riflette su Cole e su quello che i Templari faranno dopo il disastro del conclave. Lambert si presenta alla sua cella, chiedendogli una confessione sull'omicidio di Pharamond, e insistendo sul fatto che Cole è un demone che uccide per rafforzare il suo legame sempre più debole con il mondo reale. Lambert dice a Rhys di fare una scelta: confessare di aver ucciso Pharamond e le altre vittime sotto l'influenza di un demone, così che gli altri maghi vengano risparmiati, o essere giustiziato insieme ad Adrian e ai Primi Incantatori sopravvissuti. Rhys sputa sull'offerta, sapendo che Lambert si sta aggrappando a tutto pur di evitare che il Circolo dei Magi gli crolli addosso.
Capitolo 20
Con l'aiuto di Leliana e del golem Shale, Cole, Wynne e Evangeline riescono ad infiltrarsi nella Cuspide. La torre però è deserta, il Primo Cercatore e la maggior parte dei Templari sono stati convocati dalla Divina alla Grande Cattedrale. Mentre si dirigono verso le segrete, Wynne e shale distruggono tutti i filatteri della Cuspide Bianca, compresi quelli dei Primi Incantatori prigionieri, in modo che i Templari non possano più rintracciarli. Allo stesso tempo, Leliana e Cole uccidono i templari a guardia delle celle, liberando Adrian e i Primi Incantatori.
Capitolo 21
Dopo aver liberato Rhys dalla sua cella il gruppo scappa attraverso le fogne, ma prima che possano raggiungere l'uscita il Primo Cercatore, che aveva preso per sé il filatterio di Rhys, gli si para davanti. Cole cerca di attaccare Lambert, ma il Cercatore riesce ad eludere l'invisibilità di Cole e si difende, insistendo sul fatto che questo conferma la sua affermazione che Cole è un demone, dato che la Litania di Adralla - un artefatto con il potere di annullare gli incantesimi, che Lambert ha usato per eludere i poteri di Cole - funziona solo contro i demoni. Lambert riesce a sopraffare Cole, ma prima che possa ucciderlo questi scompare. Rhys attacca Lambert, che gli dà del pazzo, venendo sopraffatto a sua volta. Tuttavia, prima che il Primo Cercatore possa ucciderlo, Evangeline accorre in sua difesa, sostenendo che Lambert è un tiranno e ingaggiando uno scontro con lui; con orrore di Rhys, Lambert ferisce mortalmente Evangeline, per poi fuggire al sopraggiungere di Wynne e degli altri maghi, giurando che i maghi non avrebbero mai avuto la libertà. Mentre Rhys cerca invano di salvare Evangeline, rendendosi conto dei sentimenti che prova per lei, Wynne lo consola. L'anziana Incantatrice spiega di aver capito perché lo spirito che l'aveva salvata durante il Flagello l'ha tenuta in vita per tutti questi anni, e trasferisce lo spirito della fede da sé stessa a Evangeline, salvando la templare, ma a costo della sua stessa vita.
Capitolo 22
Un mese dopo gli eventi della Cuspide Bianca, i maghi sopravvissuti si sono rifugiati nella Distesa di Andoral, in un'antica fortezza del Tevinter al confine con Orlais. Mentre altri maghi continuano ad arrivare alla fortezza, giungono voci di rivolte in tutti i Circoli del Thedas, e che i Templari, in risposta, reagiscono in modo più restrittivo. Si viene a sapere, inoltre, che i Templari del Circolo di Dairsmund, nel Rivain, hanno invocato il Diritto di Annullamento, e che tutti i maghi del circolo, tra cui la Prima Incantatrice Rivella, sono stati uccisi. Rhys, che ha lasciato la confraternita dei Libertari per prendere il posto di sua madre come leader degli Equitari, affronta Adrian, accusandola di essere stata lei ad aver ucciso Pharamond, e di aver nascosto l'arma del delitto nella sua stanza per incastrarlo. Adrian confessa, ma non si pente, sostenendo che Pharamond preferiva morire piuttosto che diventare di nuovo un Adepto della Calma, e che l'unico modo che lei aveva per convincere Wynne a votare per l'indipendenza dalla Chiesa era far sì che i Templari minacciassero qualcuno a cui lei teneva, sostenendo di aver fatto tutto questo per il bene dei maghi, ricordando a Rhys quello che era successo a Kirkwall, e prendendo come esempio le azioni di Anders. Rhys pensa di uccidere Adrian per tutto quello che ha fatto, ma invece le dichiara che la loro amicizia è finita. Rhys se ne va infuriato, mentre Adrian resta sola con il suo senso di colpa e il suo dolore. Più tardi, quello stesso giorno, la Grande Incantatrice Fiona riconvoca il conclave e ripresenta la mozione per la separazione dalla Chiesa, sostenendo che indipendentemente dalla decisione su cosa fare - lasciare la Chiesa o sottomettersi ai Templari - i Circoli dei Magi lo avrebbero fatto insieme. Dato che vi sono pochi Primi Incantatori, il voto verrà deciso dai rappresentanti delle confraternite dei maghi. Come previsto, i Lealisti votano per restare con la Chiesa e i Libertari, rappresentati da Adrian, votano per l'indipendenza; il voto decisivo spetta agli Equitari. Rhys, a malincuore, vota per l'indipendenza, e la mozione viene approvata: Il Circolo dei Magi è ufficialmente sciolto, e i maghi lotteranno contro i Templari per l'indipendenza, per la loro libertà, e per la loro sopravvivenza. Dopo la votazione, Rhys e Evangeline, ormai amanti, si appartano da soli; Evangeline consola Rhys sul suo senso di colpa per aver fallito con Cole, e lo assicura che qualunque cosa accadrà l'affronteranno insieme. La coppia si dirige poi ad una vecchia quercia appena fuori dalla fortezza, dov'è stata sepolta Wynne. Si tiene quindi un piccolo funerale e, mentre Rhys medita sulla vita di sua madre e di come le cose sarebbero andate diversamente se non fosse strato allontanato da lei, Leliana canta una canzone triste in ricordo di Wynne.
Epilogo
Anno 9:40 Era del Drago
Lambert organizza una riunione con quindici Comandanti Templari, i quali concordano con le sue proposte. Entro tre giorni avrebbero radunato un esercito per attaccare i maghi alla Distesa di Andoral. Lambert poi scrive una lettera alla Divina dichiarando che, a seguito del suo coinvolgimento nella rivolta dei maghi e nello scioglimento del Circolo dei Magi, egli dichiara nullo l'Accordo Nevarriano: da quel momento in poi, i Cercatori della Verità e l'Ordine dei Templari non avrebbero più riconosciuto l'autorità della Chiesa, ma avrebbero eseguito la volontà del Creatore come meglio credevano. Mentre fa spedire la lettera alla Grande Cattedrale da uno dei suoi uomini, Lambert pensa che dopo aver distrutto con successo la ribellione dei maghi, avrebbe costretto la chiesa ad eleggere una nuova Divina, più incline ad aderire alle sue opinioni. Lambert si ritira nella sua stanza per dormire, e a quel punto spunta fuori Cole, che lo tiene bloccato sul letto puntandogli un coltello alla gola. Questi sostiene che Cole era esistito veramente: un mago che era stato dimenticato dai Templari nelle celle della Cuspide dove, prima di morire, venne confortato dallo spirito, che in seguito prese le sue sembianze. In seguito, i Templari cancellarono ogni traccia del mago, per coprire la loro infamia, e lo spirito sostiene che in quel momento non poteva agire, ma che ora non c'è più nulla che gli impedisca di far del male ai Templari. la storia si conclude con Cole che dice a Lambert di guardarlo degli occhi, lo stesso mantra che recitava prima di uccidere le sue vittime.